# Art Lande
Art Lande (New York, 5 februari 1947) is een jazz-pianist, drummer en componist.

## Biografie
Lande begon rond zijn vierde klassiek piano te spelen. Zijn vader was een jazzpianist die bevriend was met Teddy Wilson en dankzij zijn vader kwam hij in aanraking met de jazz. In 1969 verhuisde hij naar San Francisco en later naar Berkeley, waar hij met onder meer de bassist Eliot Zigmund in 1973 een groep oprichtte. Hiermee speelde hij op het jazzfestival in Montreux. In 1973 maakte hij opnames met Ted Curson en Janne Schaffer en nam hij de plaat Red Lanta op, een album met duetten met de Noorse saxfonist Jan Garbarek. De titel van dit album is een anagram van zijn naam. Met onder andere de trompettist Mark Isham begon hij in 1976 de groep Rubisa Patrol, waarmee hij in de Bay Area optrad en in Europa toerde. De groep speelde zowel eigen composities als jazzstandards en maakte twee platen voor ECM: Rubisa Patrol (1976) en Desert Marauders (1977), alsook een album voor 1750 Arch Records, The Story of Ba-Ku (1978). Verder werkte Lande met onder andere Paul McCandless, Gary Peacock en Dave Samuels.
In de jaren tachtig ging Lande zich meer bezighouden met lesgeven. Hij deed dat aan Cornish College of the Arts in Seattle en in een jazzschool in St. Gallen, Zwitserland. In 1987 verhuisde hij naar Boulder, Colorado om les te geven aan Naropa University. Hier speelde hij ook met locale musici.
Lande heeft veel composities op zijn naam staan, maar hij is tevens bekend door zijn ongebruikelijke interpretaties van pop- en jazzstandards. Hj heeft verschillende pianoplaten gemaakt met zulke interpretaties, waaronder The Eccentricities of Earl Dant in 1977, Hardball! (1987), Melissa Spins Away (1987), Friday the Thirteenth (1996, met dertien composities van Thelonious Monk) and While She Sleeps (2005).
Volgens het blad Down Beat is Lande een briljante pianist in de traditie van Bill Evans. Hoewel hij voornamelijk bekend is als pianist, heeft Lande vanaf het midden van de jaren 90 ook opgetreden en opnames gemaakt als drummer.

## Discografie

### Als leider
- Red Lanta (ECM, 1974)
- Rubisa Patrol (ECM, 1976)
- The Eccentricities of Earl Dant (1750 Arch, 1977)
- Desert Marauders (ECM, 1977)
- The Story of Ba-Ku (Arch, 1978)
- Shift in the Wind met Gary Peacock en Eliot Zigmund (ECM, 1980)
- Skylight met Dave Samuels en Paul McCandless (ECM, 1982)
- We Begin met Mark Isham (ECM, 1987)
- Hardball! (Great American Music Hall, 1987)
- Melissa Spins Away (Great American Music Hall, 1987)
- Three Little Pigs; The Three Billy Goats Gruff (Windham Hill, 1990)
- Red Riding Hood; Goldilocks and the Three Bears (Windham Hill, 1991)
- World Without Cars met Mark Miller (Synergy, 1996)
- Friday the Thirteenth (Vartan Jazz, 1996)
- Sioux Country (Tapestry/Capri, 2006)
- While She Sleeps (Blue Coast, 2008)
- A Field Guide to Sleep (Albert's Bicycle Music, 2012)[4][5]

### Als 'sideman'
Met Gary Peacock
- Shift in the Wind (ECM, 1980)

Met Paul McCandless
- All the Mornings Bring (Elektra/Asylum, 1979)
- Heresay (Windham Hill, 1988)
- The Tale of Peter Rabbit, The Tale of Mr. Jeremy Fisher en The Tale of Two Bad Mice, met Meryl Streep (als stemactrice) (Windham Hill/Rabbit Ears, 1987)

## Werk als docent
- Priveleraar, SF & Berkeley CA (1970–1977)
- Lone Mountain College, San Francisco (1978–1979)
- Cornish College of the Arts, Seattle (1979–1983)
- San José State College, San Jose, California (1983–1984)
- Jazz School of Migros Klubschule, St. Gallen, Switzerland (1984–1987)
- Jazz School Lausanne, Switzerland (1986–1987)
- Naropa Institute, Boulder, Colorado (1987–1999)
- University of Colorado, Boulder, Colorado (2006–Present)

- Bibliothèque nationale de France: cb13987746q (data)
- Gemeinsame Normdatei: 134438906
- International Standard Name Identifier: 0000 0000 5516 7749
- Library of Congress Control Number: n81058245
- MusicBrainz: 62ba9c33-e6e2-4a3f-a864-37061cb168da
- Nationale Bibliotheek van Israël: 987007323477205171
- Système universitaire de documentation: 243823320
- Virtual International Authority File: 27261284
- WorldCat: E39PBJyxjXTCgyv7XkmtRhqqQq